# 葉鹿駅
葉鹿駅（はじかえき）は、栃木県足利市葉鹿町にあった日本国有鉄道両毛線の駅（廃駅）である。

## 歴史
- 1951年（昭和26年）9月1日：開業[2]。
- 1968年（昭和43年）10月1日：休止[1]。
- 1987年（昭和62年）4月1日：廃止[1]。

## 駅構造
単式ホーム1面1線の地上駅。

## 駅周辺
- 足利市立坂西中学校
- 足利市立葉鹿小学校
- 篠生神社

## 隣の駅
日本国有鉄道
両毛線
小俣駅 - 葉鹿駅 - 山前駅